# Arthur Meersman
Arthur Meersman (Steendorp, 21 augustus 1908 – 4 oktober 1984) was een Belgisch kunstschilder.

## Levensloop
Hij werd opgeleid aan de academies in Temse en Antwerpen en bij het Sint-Lucasgilde in Gent, gevolgd door het Hoger Instituut voor Schone Kunsten (Antwerpen), waar hij in 1930 voor het atelier van Gustaaf van de Woestijne koos – door wiens stijl hij aanvankelijk sterk beïnvloed werd.

## Schilderkunst
Het werk van Meersman doorliep een aantal ontwikkelingsfasen. Aanvankelijk werd hij beïnvloed door het symbolisme. Rond 1940 stapte hij over naar het realisme, met een sombere toets, en vervolgens evolueerde zijn werk naar het magisch realisme. Van hieruit ontwikkelde hij een eigen realistische stijl.
Meersman schilderde landschappen, straatgezichten, interieurs, stillevens en portretten, naast, in zijn latere periode, een aantal meer abstracte werken.
R. Turkry beschreef het werk in 1978 als volgt: "De schilderijen van Arthur Meersman bieden een harmonisch samenspel van lijn en kleur. Vaak heeft de kleur een symbolische waarde. Een wazig landschap, een verdroomd portret, een eenzaam bootje, een wit standbeeld in een groene tuin, een ongewoon stilleven in een dakkamer, Arthur Meersman benadert de intimiteit van de gewone dingen. Maar het is juist de onverwachte confrontatie van gewone dingen die leidt naar een surreëel klimaat."
Of in de woorden van L. Theo Van Looy (Rijksinspecteur Onderwijs Architectuur en Plastische Kunsten) in 1978: "Meersman weet [zijn landschappen en boerenerven] te vatten in al hun typische karakteristieken, bijna zoals een koele foto het zou kunnen, maar direkt ervaren we hoeveel verder hij gaat, hoezeer hij door aanpassing van vormen, perspektief, lichtval en kleur deze stallen, die dorpsschool, de pastorie iets geeft van rust uit een nabij verleden, iets geeft van boven-reele waarde. [...]  [Zijn werk is gekenmerkt door] accurate tekenvaardigheid, gevoeligheid en vergeestelijkt kleurgebruik – accurate tekenvaardigheid die hem in staat stelde de waarneembare realiteit vast te leggen, maar die hem er tegelijk de adem en de hartslag van iet noteren, in zijn portretten, het water, schepen en weerspiegelingen, bij bomen, bloemen, huizen, ..."   In een later commentaar voegt Van Looy hieraan toe: " Reeds vroeg zal de kunstenaar, die zowat alle thema's heeft doorgemaakt (de mens en het kind in zeer gevoelige portretten, bloemen en kruiden in sfeervolle stillevens, landschappen en dorpsgezichten), ... nochtans de vizie op deze inspirerende realiteit weergeven met een ordenende en ook geestelijk geladen inhoud." 